# Alfred Ludwig
Alfred Ludwig, född den 9 oktober 1832 i Wien, död den 12 juni 1912 i Prag, var en österrikisk sanskritist och språkvetenskapsman.
Ludwig, som från 1860 var extra ordinarie, 1871-1901 ordinarie professor vid tyska universitetet i Prag, framställde redan från början mycket originella åsikter i fråga om språkbyggnad och språkutveckling i allmänhet, vilka väckte stark opposition, men efter hand befanns äga betydande skarpsinne och värde. Hans huvudarbete är en fullständig översättning, med kommentar och inledning, av "Rigveda" (6 band, 1876-88). 
Av hans övriga skrifter kan nämnas Die Entstehung der A-Deklination (i "Sitzungsbericht der Wiener-Akademie", 1867), Der Infinitiv im Veda (1871), Agglutination oder Adaptation (1873), Die philosophischen und religiösen Anschauungen des Veda (1875), Über die Kritik des Rigvedatexts (1889) och Über die Methode bei Interpretation des Rigveda (1890), Die Genesis der grammatischen Formen des Sanskrit und die zeitliche Reihenfolge in der Selbständigwerdung der indoeuropäischen Sprachen (1891) samt Über die neuesten Arbeiten auf dem Gebiete der Rigvedaforschung (1893).